# 요한 하인리히 폰 튀넨

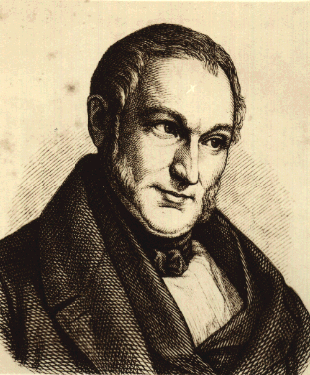
요한 하인리히 폰 튀넨

요한 하인리히 폰 튀넨(Johann Heinrich von Thünen, 1783년 6월 24일 - 1850년 9월 22일)은 독일의 경제학자이다. 북부 독일 메클렌부르크 지방의 지주 가문에서 태어난 그는 공간 경제학을 창시한 것으로 유명하다. 1826년 발표된 그의 첫 논문 <고립국>(Der isolierte Staat)은 공간 경제학을 심도있게 다룬 첫 논문으로 손꼽힌다.

## 농산물 지대 이론
튀넨은 다음의 전제 하에 농산물의 지대가 수학적으로 일률적인 형태를 보인다는 이론을 전개하였다.
- 도시는 "고립국"의 중앙에 위치하며, 유일한 시장이다.
- 시장은 완전 경쟁 시장의 형태를 띤다
- 고립국은 기후, 지형, 식생, 토양에 있어 완전히 동질적인 공간이다.
- 고립국의 운송수단은 우마차 한 가지만 존재하며, 운송비는 거리에 비례한다.
- 고립국에는 길이 존재하지 않으며, 도심까지는 직선(최단거리)으로 이동한다.
- 고립국의 농부는 합리적 경제인이다.

이를 식으로 표현하면 다음과 같다.
{\displaystyle R=Y(p-c)-YFm}
R: 지대, Y: 단위 토지당 산출량, p: 단위 재화의 시장가격, c: 단위 재화의 생산비, F: 운송요율, m: 시장까지의 거리
이 공식에 따르면 토지의 이용은 지대에 의해 결정된다.

튀넨의 모델

이러한 튀넨의 수학적 모델은 우측 그림과 같은 동심원 모양으로 구조화된다. 그에 따르면 도시와 가장 가까운 동심원에서는 자유식 농업(원예, 낙농업)이 입지하게 된다. 당시 이러한 농산품들은 쉽게 변질되었기 때문에 도시로의 신속한 운송이 필요했기 대문이다. 건축, 연료 따위를 위한 임업은 두 번째 동심원에 위치한다. 당시에는 목재가 굉장히 중요한 재료였고, 이는 무겁기 때문에 수송이 어렵기 때문이었다.
세 번째 동심원에선 곡물류의 재배가 일어난다고 보았다. 곡물은 낙농품 따위에 비해 가볍고 보관이 쉽기 때문이다. 마지막 동심원에서는 조방적 농업이 일어난다고 보았다. 그리고 이 동심원 밖은 황무지로, 중심 도시에서 너무 멀기 때문에 어떠한 형태의 농업도 발생하지 않는다고 보았다.
튀넨의 이러한 이론은 산업화 이전의 유럽과 유럽 식민지의 경제를 분석하는 데에 큰 도움을 주었다.

### 튀넨 이론의 취약점
튀넨의 고립국은 그 전제로 인한 근본적 취약점을 가지고 있다. 튀넨의 전제와는 달리 실제 상황에선
- 주변에 여러 시장이 존재할 수 있다.
- 수요와 공급에 의해 가격이 변화되기 때문에 완전 경쟁 시장의 모습을 보일 수 없다.
- 기후, 지형, 식생, 토양이 동질할 수 없다.
- 운송비가 체감한다.

따라서 튀넨의 이론은 산업 혁명 이후의 현상에는 잘 사용하지 않으며 주로 역사적 상황 분석에 국한된다.

## 같이 보기
- 알프레트 베버